# Villa Riva (kommun)
Villa Riva är en kommun i Dominikanska republiken. Den ligger i provinsen Duarte, i den östra delen av landet, 80 km norr om huvudstaden Santo Domingo. Antalet invånare i kommunen är cirka 34 000.
Terrängen i Villa Riva är platt åt nordost, men åt sydväst är den kuperad.
Följande samhällen finns i Villa Riva:
- Agua Santa del Yuna